# إيما والر
إيما والر (بالإنجليزية: Emma Waller)‏ هي ممثلة أمريكية، ولدت في 1819 في نيويورك في الولايات المتحدة، وتوفيت في 28 فبراير 1899.